# Assemblea de Catalunya

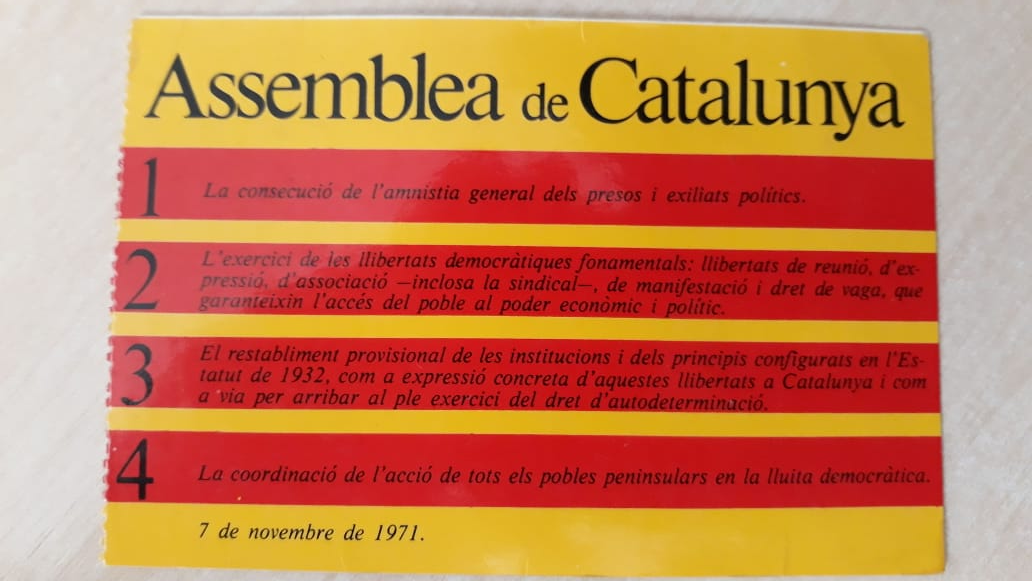
Tarja de membre de l'Assemblea de Catalunya (part frontal)

L'Assemblea de Catalunya (1971-1977) va ser una plataforma unitària de l'antifranquisme que agrupava l'oposició catalana política i social contra la dictadura del general Franco. Es va dissoldre el 1977 amb el retorn de la democràcia parlamentària, però les seves reivindicacions es van convertir en objectiu d'una gran majoria de catalans.

## Fundació i membres

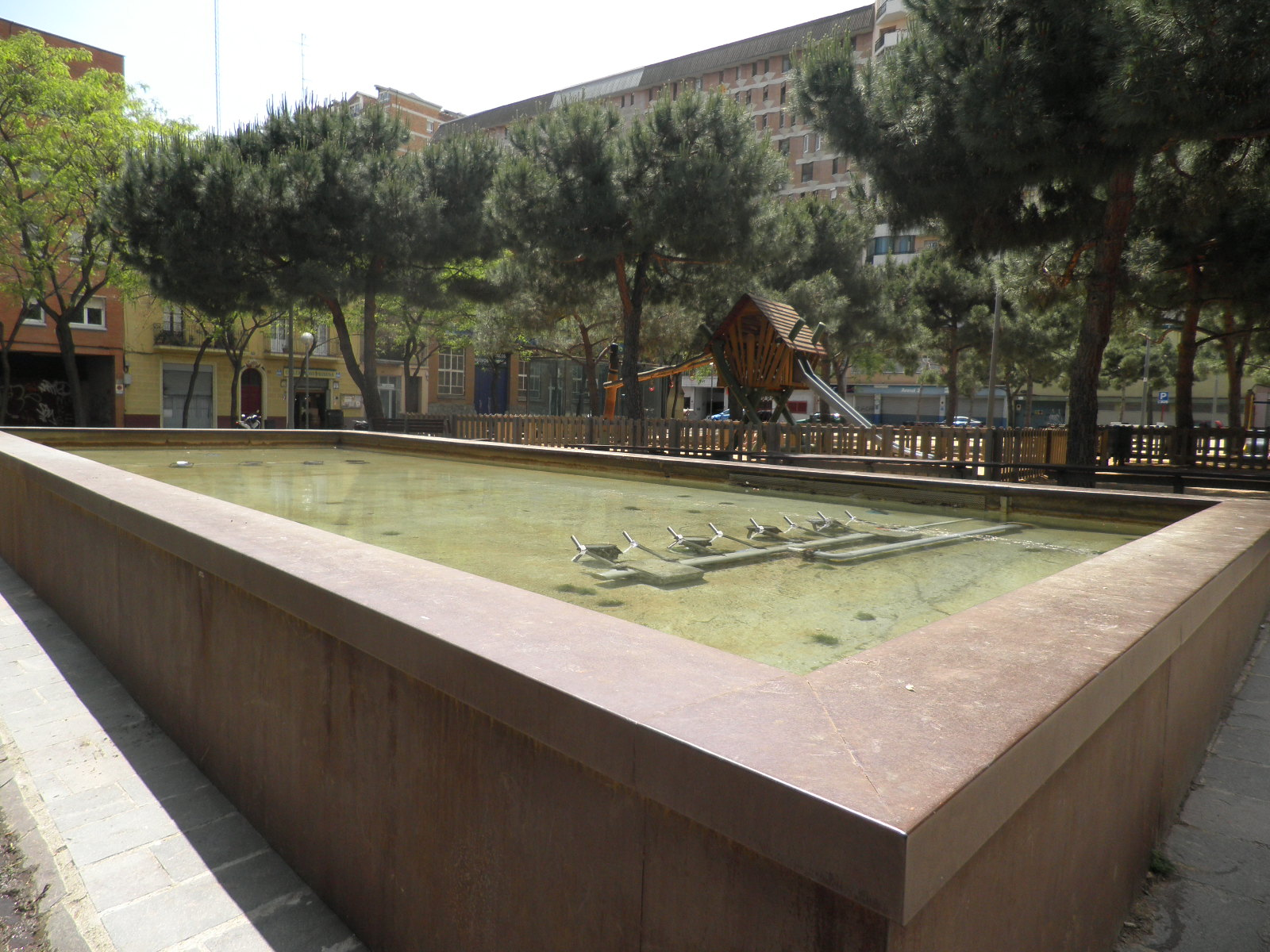
Font de l'Assemblea de Catalunya a la plaça del mateix nom al barri barceloní de la La Sagrera. Obra de l'arquitecta Olga Tarrassó. La plaça va rebre aquest nom l'any 1982 per estar situada prop la Parròquia del Crist Rei on el 1971 es va fer un primer intent de constitució de l'Assemblea de Catalunya.

Es va constituir el 7 de novembre de 1971 a l'església de Sant Agustí, al barri del Raval de Barcelona, per iniciativa de la Coordinadora de Forces Polítiques de Catalunya. A la primera es van trobar un grup d'unes tres-centes persones lligades a partits polítics, entitats culturals, sindicats i associacions més o menys clandestines. Ràpidament va agrupar la gran majoria de partits, sindicats i organitzacions socials del país: des de la dreta nacionalista demòcrata fins a alguns sectors de l'extrema esquerra, passant pels diversos corrents nacionalistes: el cercle de Jordi Pujol i Unió Democràtica de Catalunya (UDC), els independentistes del Partit Socialista d'Alliberament Nacional (PSAN) i del Front Nacional de Catalunya (FNC), socialistes del Moviment Socialista de Catalunya (MSC), carlins del Partit Carlí de Catalunya (PCC) i comunistes del Partit Socialista Unificat de Catalunya (PSUC), i amb la participació de destacats intel·lectuals independents i dels sectors progressistes de l'església.
S'hi van anar sumant altres organitzacions no específicament polítiques: centres culturals, entitats excursionistes, associacions de veïns, col·legis professionals, sindicats... A més a més l'Assemblea de Catalunya es va organitzar també en l'àmbit comarcal i local constituint assemblees democràtiques, fet que va permetre la participació de la ciutadania diversa compromesa amb la lluita antifranquista incorporant amplis sectors obrers i populars a la lluita per les llibertats nacionals.
En el si de l'Assemblea cada cop més hi participaren intel·lectuals, professionals i futurs polítics, entre els quals destaquen:
- Josep Andreu i Abelló, Jurista i president del Tribunal de Cassació
- Josep Benet[3]
- Laia Berenguer i Puget alcaldessa de Sant Feliu de Codines
- Jordi Carbonell, polític i filòleg que parlà en nom de l'Assemblea durant la Diada de l'Onze de Setembre de Sant Boi, el 1976[3]
- Josep-Lluís Carod-Rovira, futur president d'ERC
- Carles Caussa
- Joan Colomines i Puig
- Fèlix Cucurull i Tey escriptor, historiador i polític
- Pere Ignasi Fages i Mir
- Antoni Gutiérrez Díaz
- Pere Portabella i Ràfols
- Joan Reventós i Carner
- Rafael Ribó
- Josep Romeu i Bisbe
- Miquel Sellarès[3]
- Agustí de Semir i Rovira
- Felip Solé i Sabarís
- Lluís Maria Xirinacs, pacifista català, defensor de l'amnistia
- Jordi Borja
- Jaume Camps i Rovira
- Francesc Casares
- Roc Fuentes
- Francesc de Borja Aragay
- Magda Oranich[4]
- Montserrat Avilés[4]
- M. Josep Arenós[4]
- Joan Armet[4]
- Josep Ayza[4]
- Antoni Batista[4]
- Enric Cama[4]
- Alfred Clemente[4]
- Josep Anton Codina[4]
- Salvador Coromina[4]
- M. Àngels Espuny[4]
- Miquel Esquirol[4]
- Xavier Folch[4]
- Ferran Fullà[4]
- Jordi Gasull[4]
- Alejandro Huerga[4]
- Josep M. López Llaví[4]
- Jordi Parés[4]
- Carles Quingles[4]
- Joan Santjoan[4]
- Lluís Sunyer[4]
- Josep M. Triginer[4]
- Laura Tremosa[4]
- Pau Verrié[4]

## Punts programàtics: llibertat, amnistia i estatut d'autonomia
El programa de reivindicació de l'Assemblea de Catalunya tenia quatre grans eixos d'acció:
1. La reivindicació de llibertats socials i polítiques,
2. Una amnistia per als presos polítics de la dictadura,
3. El restabliment a Catalunya de l'Estatut d'Autonomia de 1932 amb totes les institucions implícites, com a pas previ per a l'autodeterminació,
4. Coordinar aquestes accions amb les organitzacions democràtiques dels altres pobles de l'estat espanyol.

## Accions i dissolució
Durant la dècada dels 1970 l'Assemblea de Catalunya va ser el principal marc de coordinació de la resistència social contra la dictadura i va liderar i organitzar les principals mobilitzacions populars de l'època, amb un nombre incomptable d'actuacions; entre les quals les concentracions pacífiques de Ripoll (1972), Sant Cugat del Vallès i Vic (1973), que foren dissoltes per la policia.
Va arribar un punt que es va veure la necessitat de crear una Assemblea d'Intel·lectuals per agrupar les personalitats individuals diverses. El 28 d'octubre de 1973, precisament durant una reunió d'aquest organisme, les forces policials de la dictadura irromperen pistola en mà a la parròquia de Santa Maria Mitjancera i van aconseguir detenir 113 dels participants, uns famosos fets coneguts com la «Detenció dels 113».
Però sobretot cal destacar les grans manifestacions de l'1 i el 8 de febrer de 1976 a Barcelona, poc després de la mort del dictador Franco, i del primer onze de setembre no clandestí aquell mateix any a Sant Boi de Llobregat, amb una multitudinària manifestació. Malgrat les divisions entre els partidaris del rupturisme i de la transició pacífica, una fita important aconseguida fou la coalició Entesa dels Catalans que assolí 15 senadors a les eleccions generals espanyoles de 1977. Però segurament l'acció més important de l'Assemblea de Catalunya fou la campanya «Volem l'Estatut!» per a aquelles eleccions: Quan es constituí l'anomenada Assemblea de Parlamentaris que havia de redactar un nou estatut d'autonomia, els grups que havien aconseguit representació parlamentària van optar per dissoldre finalment l'Assemblea de Catalunya. No obstant això, alguns grups minoritaris però molt actius van mantenir l'Assemblea com una plataforma unitària des d'on defensaven una ruptura democràtica i no l'inici d'aquell procés de reforma política.

## Llegat i memòria
En memòria de l'obra de l'Assemblea, molts municipis van dedicar-li un carrer o una plaça, com per exemple Barcelona, Badalona, Girona i molts altres.
L'Assemblea Nacional Catalana, creada el 2012, que va agafar el relleu de l'Assemblea de Catalunya dels anys 1970 en reunir la societat civil partidària d'un referèndum sobre la independència.
El 2013, el Memorial Democràtic de la Generalitat de Catalunya organitzà una exposició itinerant amb el títol: «Catalunya en transició. De l'Assemblea de Catalunya a les eleccions al Parlament (1971-1980)».